# Două maluri
Două maluri este un film românesc din 2015 regizat de Diana Munteanu. Rolurile principale au fost interpretate de actorii Răzvan Vasilescu.

## Distribuție
Distribuția filmului este alcătuită din:
- Răzvan Vasilescu — Ovidiu
- Marie Rivière — Céline
- Anamaria Vartolomei — Alexandra
- Clément Métayer — Marc